# Королёв, Борис Александрович
Борис Александрович Королёв (1922 — 2005) — советский военный деятель, организатор космических программ, кандидат военных наук (1971), генерал-лейтенант (1984). Начальник 2-го ЦНИИ МО СССР (1966—1981). Лауреат Государственной премии СССР (1975).

## Биография
Родился 2 августа 1922 года в городе Горький.
С 1940 года призван в ряды РККА и направлен в Горьковское училище зенитной артиллерии. С 1941 по 1945 год участник Великой Отечественной войны в составе 32-й армии, с 1944 года — командир 446-го Отдельного зенитно-артиллерийского дивизиона РГК, воевал на Карельском фронте, под его руководством было сбито два самолёта противника. 
С 1947 по 1952 год обучался в Военной артиллерийской академии имени Ф. Э. Дзержинского. С 1954 по 1965 год 
служил на командных должностях в Войсках ПВО СССР в должностях: начальника учебного центра, заместитель командующего 1-й армия ПВО (ОсН) по боевой подготовке, с 1962 по 1965 год — командир 1-го корпуса ПВО (ОсН).
С 1965 по 1981 год на научно-исследовательской работе во 2-м ЦНИИ МО СССР в должностях: с 1965 по 1966 год заместитель начальника, и с 1966 по 1981 год — руководитель этого института, под его руководством проходила  разработка в институте теории вооружения противовоздушной и воздушно-космической обороны, разрабатывались навигационные приборы, системы управления, наведения и ориентации аппаратов наземного, воздушного и космического базирования. В 1968 году Указом Президиума Верховного Совета СССР институт под руководством Б. А. Королёва был награждён орденом Красного Знамени. С 1969 по 1980 год помимо основной деятельности Б. А. Королёв был — руководителем Межведомственной оперативной группы по проведению комплексных космических экспериментов, под его руководством проводился контроль по координации служб и сотрудников оперативных групп Центра управления полётами и экипажей долговременных орбитальных станций.
С 1981 года после увольнения из Вооружённых Сил СССР был на научной работе в Калининском отделении НИИ авиационного оборудования.
Скончался 23 августа 2005 года в Твери, похоронен на Муниципальном кладбище.

## Высшие воинские звания
- Генерал-майор артиллерии (7.12.1957)
- Генерал-лейтенант артиллерии (16.06.1965)
- Генерал-лейтенант (26.04.1984)[5]

## Награды
- Орден Ленина
- Орден Красного Знамени
- Орден Отечественной войны I (6.04.1985[6]) и II (01.09.1944) степени
- три Ордена Красной Звезды (26.10.1955, 20.04.1956, 16.12.1972)
- Медаль «За боевые заслуги» (15.11.1950)
- Медаль «За победу над Германией в Великой Отечественной войне 1941—1945 гг.» (09.05.1945)[1]

### Премии
- Государственная премия СССР (1975)[2][3]